# Lofi hip hop
Lo-fi hip hop o chillhop è una forma di downtempo che combina elementi di hip hop e musica chill-out. È stato reso popolare negli anni 2010 su YouTube ed è diventato un meme di Internet.

## Storia
Nel 2013, YouTube ha iniziato a condurre live streaming, che hanno portato a "stazioni radio" 24 ore su 24 dedicate a microgeneri come vaporwave, una derivazione di chillwave. Spotify si è aggiunto alla popolare ondata di "beat lo-fi" creando playlist, tra cui "Chill Hits" e "Bedroom Pop", e promuovendo numerosi artisti "chill pop".
Nel 2017, una forma di musica downtempo etichettata come "chillhop" o "lo-fi hip hop" è diventata popolare tra gli streamer musicali di YouTube. Entro il 2018, molti di questi canali avevano milioni di follower. Un DJ, Ryan Celsius, ha teorizzato che siano stati ispirati da una nostalgia per i bumper pubblicitari usati da Toonami e Adult Swim negli anni 2000, e che questo "ha creato uno spaccato di persone che hanno apprezzato sia gli anime che i ritmi hip-hop". Questi canali funzionavano ugualmente come chat room, con i partecipanti che discutevano spesso delle loro difficoltà personali. Nel 2018, la playlist "Chill Hits" di Spotify aveva 5.4 milioni di ascoltatori ed era cresciuto rapidamente.

## Artisti famosi
Nujabes e J Dilla sono stati definiti i "padrini del Lo-Fi Hip Hop". Il collaboratore Vice Luke Winkie ha accreditato l'utente di YouTube Lofi Girl (precedentemente noto come "ChilledCow") come "la persona che per prima ha caratterizzato una ragazza anime studiosa come suo biglietto da visita, che ha creato il quadro estetico per il resto delle persone che operano nel genere" e ha suggerito che "se c'è un punto di riferimento condiviso per lo-fi hip-hop, è probabilmente (l'album MF Doom e Madlib del 2004) Madvillainy ".

## Accoglienza
Il numero di spettatori in streaming che ascoltano hip hop lo-fi è cresciuto in modo significativo durante la pandemia di COVID-19 del 2020. Ad aprile, MTV News ha osservato che "potrebbe esserci qualcosa da dire per la composizione lo-fi hip-hop e il modo in cui i suoi creatori mescolano melodie semplicistiche con un uso giudizioso delle parole per creare ricordi intensi, sentimenti e nostalgia" e ha dichiarato che la quarantena in atto in vari paesi "ha portato le persone a registrare più ore online a causa della noia o di luoghi di lavoro e scuole virtuali, e le esibizioni musicali in streaming stanno raggiungendo il loro pieno potenziale".
L'hip hop lo-fi è considerato un meme di Internet. Molti produttori del genere in seguito si sono allontanati dall'etichetta o sono andati alla deriva in altri stili musicali. Le critiche comuni al genere includevano la semplicità della musica e il suono cliché.